# Sobre a Verdade e Mentiras em um Sentido Não-Moral

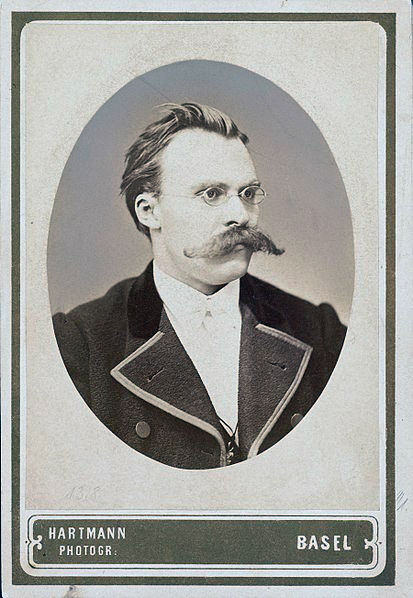
Friedrich Nietzsche em 1872, no ano em que escreveu O Nascimento da Tragédia, um ano antes de ditar Sobre a Verdade e Mentiras em um Sentido Não-Moral à Carl von Gersdorff.

Sobre a Verdade e Mentiras em um Sentido Não-Moral (em alemão: Über Wahrheit und Lüge im aussermoralischen Sinne, também chamado de Verdade e Mentira em um Sentido Extra-Moral) é um ensaio filosófico por Friedrich Nietzsche. Foi escrito em 1873, um ano depois de O Nascimento da Tragédia no Espírito da Música, mas foi publicado por sua irmã Elisabeth em 1896, quando Nietzsche já estava mentalmente doente. O trabalho lida amplamente com questões epistemológicas sobre a natureza da verdade, linguagem e ciência, e como elas se relacionam com a formação de conceitos e, evidentemente, da moral.

## Resumo
O ensaio de Nietzsche é separado em duas partes. A primeira trata da concepção e uso da linguagem, a segunda segue o mesmo tema, mas dessa vez tomando a ciência como a herdeira da linguagem no que concerne a fabricação e articulação de conceitos, agora com maior complexidade. O texto, portanto, fornece uma explicação (logo, uma crítica) das considerações contemporâneas de Verdade e conceitos.
Essas considerações, argumenta Nietzsche, surgiram a partir do próprio estabelecimento da linguagem:
| " | Toda palavra imediatamente se torna um conceito, na medida em que não se destina a servir como um lembrete da experiência original única e totalmente individualizada à qual deve seu nascimento, mas deve, ao mesmo tempo, encaixar-se em inúmeros casos mais ou menos semelhantes—o que significa, estritamente falando, nunca igual—em outras palavras, muitos casos desiguais. Todo conceito se origina por meio de equacionarmos o que é desigual. | " |

De acordo com Paul F. Glenn, Nietzsche está argumentando que "conceitos são metáforas que não correspondem à realidade." Embora todos os conceitos sejam metáforas inventados por seres humanos (criados de comum acordo para facilitar a comodidade da comunicação), escreve Nietzsche, os seres humanos esquecem esses fatos depois de inventá-los e passam a acreditar que são "verdadeiros" e correspondem à realidade. Assim, Nietzsche argumenta que "verdade" é, na verdade:
| " | Um exército móvel de metáforas, metonímias e antropomorfismos—em suma, uma soma de relações humanas que foram aprimoradas, transpostas e embelezadas poeticamente e retoricamente, e que após longo uso parecem firmes, canônicas e obrigatórias para um povo: verdades são ilusões sobre as quais se esqueceu que é isso que elas são; metáforas que estão gastas e sem poder sensual; moedas que perderam suas impressões e agora importam apenas como metal, não mais como moedas. | " |

Durante a segunda parte do ensaio, Nietzsche argumenta que a ciência parte de onde a linguagem parou, relativamente ao tecer de conceitos. Esse seria um processo necessário para que o ser humano consiga sobreviver, afinal, o conhecimento é a sua maior ferramenta. Contudo, elogia a cultura grega por lidar com a natureza de forma mais metafórica. O espírito artístico grego foi possível, de acordo com Nietzsche, porque o "homem intuitivo" possuía maior apreço social em relação à sua contrapartida, o "homem da razão". Vale lembrar que este ensaio foi ditado por Nietzsche ao seu amigo Carl von Gersdorff um ano após a publicação de O Nascimento da Tragédia, livro em que Nietzsche similarmente elogia a cultura trágica grega. Assim, vivendo com menor compromisso à Verdade da razão, o "homem intuitivo" era mais artisticamente rico, portanto, e nessa mesma medida, possuía maior liberdade. Mas essa liberdade não é de todo lucro, pois o "homem intuitivo", quando sofre, sofre com maior intensidade, por não ter aprendido com a experiência, ao passo que o "homem da razão" estoicamente averte-se aos infortúnios da vida, ou, se inevitáveis:
| " | Quando uma boa chuva cai sobre ele, ele se envolve com o seu manto e se distancia com passos lentos sob a chuva. | " |

Nesse sentido, o plano moral da verdade é o herdado historicamente, marcado pelo esquecimento das origens metafóricas da linguagem. Por isso, no campo moral, presume-se que a verdade é definitiva e inabalável, e que os conceitos são absolutamente precisos, em contraposição às metáforas, incertas e relativas. Já o extramoral é a renovada consciência dessas origens estritamente relacionais da linguagem, ou seja, sua natureza descompromissada desde sua incepção: a consciência de que toda a linguagem teve origem metafórica. O segundo plano é extramoral por quebrar com o idealismo, visto que uma característica amplamente conhecida deste é a ancoragem moral da verdade. Como aponta Sobrinho, Nietzsche parece escrever este ensaio como censura à Crítica da Razão Pura, de Immanuel Kant, filósofo que fez parte do movimento idealista alemão.
Essas ideias sobre a verdade e sua relação com a linguagem humana têm sido particularmente influentes entre os teóricos pós-modernos, e "Sobre a Verdade e Mentiras em um Sentido Não-Moral" é uma das obras mais responsáveis pela reputação de Nietzsche (embora contenciosa) de "o padrinho do pós-modernismo."